# Hartford Wolf Pack
Hartford Wolf Pack je profesionální americký klub ledního hokeje, který sídlí v Hartfordu ve státě Connecticut. Do AHL vstoupil v ročníku 1997/98 a hraje v Atlantické divizi v rámci Východní konference. Své domácí zápasy odehrává v hale XL Center s kapacitou 14 750 diváků. Klubové barvy jsou modrá, červená a bílá.
Název lze přeložit jako "Vlčí smečka". Maskoti klubu se jmenují "Sonar" a "Torpedo". Klub od částí sezony 2010/2011 působil pod názvem Connecticut Whale. Název Whale měl připomenout éru, kdy se hrála ve městě NHL – a to nejen názvem, ale i barvami klubu. Od ročníku 2013/14 se klub vrátil k původnímu názvu.
Klub vznikl v roce 1997 poté, co se tamní celek NHL Hartford Whalers přesunul do státu Carolina, kde vystupuje jako Carolina Hurricanes. Wolf Pack nahradili v AHL klub Binghamton Rangers (1990–97). Své první utkání sehráli hráči Wolf Pack 3. října 1997. V patnácti ze svých dosavadních 18 sezon v AHL se týmu podařilo kvalifikovat se do play off. Největší úspěch klubu je primát v soutěži ze sezony 1999/2000. Hartford je záložním celkem účastníka NHL New York Rangers. Klub vlastní společnost Madison Square Garden L.P.

## Historické názvy
Zdroj:
- 1997 – Hartford Wolf Pack
- 2010 – Connecticut Whale
- 2013 – Hartford Wolf Pack

## Vyřazená čísla
- 12 (Ken Gernander)

## Úspěchy klubu
- Vítěz AHL – 1x(1999/00)
- Vítěz základní části – 1x (1999/2000)
- Vítěz konference – 1x(1999/00)
- Vítězové divize – 4x (1999/00, 2003/04, 2008/09, 2014/15)

## Umístění v jednotlivých sezonách
Stručný přehled
Zdroj:
- 1997–2001: American Hockey League (Divize New England)
- 2001–2003: American Hockey League (Východní divize)
- 2003–2011: American Hockey League (Atlantická divize)
- 2011–2015: American Hockey League (Severovýchodní divize)
- 2015– : American Hockey League (Atlantická divize)

Jednotlivé ročníky
Zdroj:
Legenda: Z – zápasy, V – výhry, R- remízy, P – porážky, PP – porážky v prodloužení či na samostatné nájezdy, VG – vstřelené góly, OG – obdržené góly, B – body
| USA / Kanada (1997 – ) |                             |        |    |    |    |    |    |     |     |     |        |
| Sezóny                 | Liga                        | Úroveň | Z  | V  | R  | PP | P  | VG  | OG  | B   | Pozice |
| 1997/98                | AHL (Divize New England)    | 2      | 80 | 43 | 12 | 1  | 24 | 272 | 227 | 99  | 2.     |
| 1998/99                | AHL (Divize New England)    | 2      | 80 | 38 | 5  | 6  | 31 | 256 | 256 | 87  | 2.     |
| 1999/00                | AHL (Divize New England)    | 2      | 80 | 49 | 7  | 2  | 22 | 249 | 198 | 107 | 1.     |
| 2000/01                | AHL (Divize New England)    | 2      | 80 | 40 | 8  | 6  | 26 | 263 | 247 | 94  | 2.     |
| 2001/02                | AHL (Východní divize)       | 2      | 80 | 41 | 10 | 3  | 26 | 249 | 243 | 95  | 2.     |
| 2002/03                | AHL (Východní divize)       | 2      | 80 | 33 | 12 | 8  | 27 | 255 | 236 | 86  | 3.     |
| 2003/04                | AHL (Atlantická divize)     | 2      | 80 | 44 | 12 | 2  | 22 | 198 | 153 | 102 | 1.     |
| 2004/05                | AHL (Atlantická divize)     | 2      | 80 | 50 | –  | 6  | 24 | 206 | 160 | 106 | 2.     |
| 2005/06                | AHL (Atlantická divize)     | 2      | 80 | 48 | –  | 8  | 24 | 292 | 231 | 104 | 2.     |
| 2006/07                | AHL (Atlantická divize)     | 2      | 80 | 47 | –  | 4  | 29 | 231 | 201 | 98  | 2.     |
| 2007/08                | AHL (Atlantická divize)     | 2      | 80 | 50 | –  | 10 | 20 | 266 | 198 | 110 | 2.     |
| 2008/09                | AHL (Atlantická divize)     | 2      | 80 | 46 | –  | 7  | 27 | 243 | 216 | 99  | 1.     |
| 2009/10                | AHL (Atlantická divize)     | 2      | 80 | 36 | –  | 11 | 33 | 231 | 251 | 83  | 6.     |
| 2010/11                | AHL (Atlantická divize)     | 2      | 80 | 40 | –  | 8  | 32 | 221 | 223 | 88  | 3.     |
| 2011/12                | AHL (Severovýchodní divize) | 2      | 76 | 36 | –  | 14 | 26 | 210 | 208 | 86  | 2.     |
| 2012/13                | AHL (Severovýchodní divize) | 2      | 76 | 35 | –  | 9  | 32 | 213 | 222 | 79  | 2.     |
| 2013/14                | AHL (Severovýchodní divize) | 2      | 76 | 37 | –  | 7  | 32 | 202 | 220 | 81  | 3.     |
| 2014/15                | AHL (Severovýchodní divize) | 2      | 76 | 43 | –  | 9  | 24 | 221 | 214 | 95  | 1.     |
| 2015/16                | AHL (Atlantická divize)     | 2      | 76 | 41 | –  | 3  | 32 | 202 | 199 | 85  | 6.     |
| 2016/17                | AHL (Atlantická divize)     | 2      | 76 | 24 | –  | 6  | 46 | 194 | 280 | 54  | 7.     |
| 2017/18                | AHL (Atlantická divize)     | 2      | 76 | 34 | –  | 9  | 33 | 208 | 252 | 77  | 6.     |
| 2018/19                | AHL (Atlantická divize)     | 2      | 76 | 29 | –  | 11 | 36 | 209 | 266 | 69  | 8.     |
| 2019/20                | AHL (Atlantická divize)     | 2      | 62 | 31 | –  | 11 | 20 | 171 | 173 | 73  | 4.     |

### Play-off
| Sezona  | předkolo                                   | 1. kolo                                    | 2. kolo                                    | Finále konference                          | Finále Calder Cupu         |
| ------- | ------------------------------------------ | ------------------------------------------ | ------------------------------------------ | ------------------------------------------ | -------------------------- |
| 1997/98 | —                                          | postup, 3–0, New Haven                     | postup, 4–3, Worcester                     | porážka, 1–4, Saint John                   | —                          |
| 1998/99 | —                                          | postup, 3–0, Springfield                   | porážka, 0–4, Providence                   | —                                          | —                          |
| 1999/00 | —                                          | postup, 3–2, Springfild                    | postup, 4–1, Worcester                     | postup, 4–3, Providence                    | Vítěz AHL, 4–2, Rochester  |
| 2000/01 | —                                          | porážka, 2–3, Providence                   | —                                          | —                                          | —                          |
| 2001/02 | —                                          | postup, 3–2, Manchester                    | porážka, 1–4, Hamilton                     | —                                          | —                          |
| 2002/03 | porážka, 0–2, Springfield                  | —                                          | —                                          | —                                          | —                          |
| 2003/04 | —                                          | postup, 4–1, Portland                      | postup, 4–0, Worcester                     | porážka, 3–4, Wilkes-Barre/Scranton        | —                          |
| 2004/05 | —                                          | porážka, 2–4, Lowell Lock                  | —                                          | —                                          | —                          |
| 2005/06 | —                                          | postup, 4–3, Manchester                    | porážka, 2–4, Portland                     | —                                          | —                          |
| 2006/07 | —                                          | porážka, 3–4, Providence                   | —                                          | —                                          | —                          |
| 2007/08 | —                                          | porážka, 1–4, Portland                     | —                                          | —                                          | —                          |
| 2008/09 | —                                          | porážka, 2-4, Worcester                    | —                                          | —                                          | —                          |
| 2009/10 | mužstvo se nekvalifikovalo                 | mužstvo se nekvalifikovalo                 | mužstvo se nekvalifikovalo                 | mužstvo se nekvalifikovalo                 | mužstvo se nekvalifikovalo |
| 2010/11 | —                                          | porážka, 2-4, Portland                     | —                                          | —                                          | —                          |
| 2011/12 | —                                          | postup, 3-0, Bridgeport                    | porážka, 2-4, Norfolk                      | —                                          | —                          |
| 2012/13 | mužstvo se nekvalifikovalo                 | mužstvo se nekvalifikovalo                 | mužstvo se nekvalifikovalo                 | mužstvo se nekvalifikovalo                 | mužstvo se nekvalifikovalo |
| 2013/14 | mužstvo se nekvalifikovalo                 | mužstvo se nekvalifikovalo                 | mužstvo se nekvalifikovalo                 | mužstvo se nekvalifikovalo                 | mužstvo se nekvalifikovalo |
| 2014/15 | —                                          | postup, 3—2 Providence                     | postup, 4—2, Hershey                       | porážka, 0—4, Manchester                   | —                          |
| 2015/16 | mužstvo se nekvalifikovalo                 | mužstvo se nekvalifikovalo                 | mužstvo se nekvalifikovalo                 | mužstvo se nekvalifikovalo                 | mužstvo se nekvalifikovalo |
| 2016/17 | mužstvo se nekvalifikovalo                 | mužstvo se nekvalifikovalo                 | mužstvo se nekvalifikovalo                 | mužstvo se nekvalifikovalo                 | mužstvo se nekvalifikovalo |
| 2017/18 | mužstvo se nekvalifikovalo                 | mužstvo se nekvalifikovalo                 | mužstvo se nekvalifikovalo                 | mužstvo se nekvalifikovalo                 | mužstvo se nekvalifikovalo |
| 2018/19 | mužstvo se nekvalifikovalo                 | mužstvo se nekvalifikovalo                 | mužstvo se nekvalifikovalo                 | mužstvo se nekvalifikovalo                 | mužstvo se nekvalifikovalo |
| 2019/20 | sezona nedohrána kvůli pandemii koronaviru | sezona nedohrána kvůli pandemii koronaviru | sezona nedohrána kvůli pandemii koronaviru | sezona nedohrána kvůli pandemii koronaviru |                            |

## Klubové rekordy

### Za sezonu
Góly: 50, Brad Smyth (2000/01)
Asistence: 69, Derek Armstrong (2000/01)
Body: 101, Derek Armstrong (2000/01)
Trestné minuty: 415, Dale Purinton (1999/2000)
Průměr obdržených branek: 1.59, Jason LaBarbera (2003/04)
Procento úspěšnosti zákroků: .936, Jason LaBarbera (2003/04)
Čistá konta: 13, Jason LaBarbera (2003/04)
Vychytaná vítězství: 34, Jason LaBarbera (2003/04)

### Celkové
Góly: 184, Brad Smyth
Asistence: 204, Derek Armstrong
Body: 365, Brad Smyth
Trestné minuty: 1240, Dale Purinton
Čistá konta: 21, Jason LaBarbera
Vychytaná vítězství: 91, Jason LaBarbera
Odehrané zápasy: 599, Ken Gernander